# Upplands runinskrifter 767
Upplands runinskrifter 767 är en vikingatida runsten i Norrby, Back-Norrby, Vårfrukyrka socken och Enköpings kommun. Det är en parsten till U 766 som står alldeles intill. Runstenen är 1,35 gånger 1,25 meter stor. Runhöjden är 6,5 till 7,5 centimeter.
Inskrifterna på parstenarna, som är ristade av Livsten, ska börja läsas på U 766. På den stenen står, översatt till nusvenska, "Gudfast lät hugga två stenar efter Est, sin son, och (efter) sig själv".

## Inskriften
Translitterering av runraden:
+ lifsten + risti + runi + yfti + feþrka + tuo + kuþa + treka
Normalisering till runsvenska:
Lifstæinn risti runaʀ æftiʀ fæðrga tva, goða drængia.
Översättning till nusvenska:
Livsten ristade runorna efter dem båda, fadern och sonen, dugande män.